# Пьерпонт, Джеймс
Джеймс Пьерпонт (англ. James Pierpont), (4 января 1659 года — 22 ноября 1714 год) — священник, педагог, считается одним из основателей Йельского университета.

## Образование
В 1677 году окончил Роксберианскую латинскую школу. Учился в Гарвардском колледже.

## Семья и генеалогия
В 1698 году Джеймс Пьерпонт женился на Марии Хукер, дочери преподобного Сэмюэля Хукера и внучке преподобного Томаса Хукера, основавшего в 1636 году колонию Коннектикут.
Его дочь Сара Пьерпонт вышла замуж за Джонатана Эдвардса, пуританского проповедника, лидера Великого пробуждения.
Потомками Джеймса Пьерпонта были вице-президент США Аарон Берр, генеральный прокурор США Эдвардс Пьерпонт, финансист Джон Морган.

## Йельский университет
В 1700 году десять священников собрались в Брэнфорде (Коннектикут), чтобы обсудить создание нового колледжа, который будет способен избежать ошибок, допущенных Гарвардом. Большинство из них были выпускниками Гарвардского колледжа, разочаровавшимися в образовании, полученном в Гарварде. В 1701 году, получив хартию от колониальной Генеральной Ассамблеи (выданную с целью обучать поколения «образцовых мужей»), они официально начали работу над созданием Коллегиальной Школы, так тогда был назван Йельский университет.
Среди основателей будущего университета был Джеймс Пьерпонт.